# 臺灣鳳山二縣定界碑
臺灣鳳山二縣定界碑位於臺灣高雄市茄萣區白砂崙萬福宮後方，是清朝臺灣府底下臺灣縣與鳳山縣的界碑。該石碑在2012年7月4日被公告為高雄市的一般古物，後來在2013年1月21日改列為重要古物。
該石碑立於清乾隆二十八年（1763年）八月，上刻當時鳳山縣知縣王瑛的告示，明定臺灣縣與鳳山縣之間南北以二層行溪（今二仁溪）為界，東西以新開港為界，是為臺灣現存最早的地理行政區界碑。

## 沿革
雍正九年（1731年）臺灣縣與鳳山縣調整行政區劃，位於二層行溪南邊的「鯤身頭」（今白砂崙、白雲里）及「茄藤仔」（今頂茄萣、下茄萣）從臺灣縣改歸鳳山縣管轄，後來在乾隆廿四年（1759年）因新開港的疏濬導致兩縣縣界產生紛爭。之後在臺灣縣知縣陶紹景及鳳山縣知縣王瑛會勘後，於乾隆廿八年（1763年）立此界碑定界。

## 碑文
鳳山縣正堂王，為題案歸割事。
乾隆二十八年七月二十九日，詳蒙本府憲正堂余，轉蒙本道憲覺羅四，檄飭臺、鳳會勘兩邑疆界；南北以二層行溪為界，東西以新開港定界。溪之南、港以東，草仔藔、蟧里塭等處田地糧課均歸鳳邑管轄。立石定界，永遠遵行，毋得紛爭滋訟。須至碑者。

乾隆二十八年八月 日立，歸文賢里管保看守，無致損壞。

## 碑體
該石碑的材質是花崗岩，高193cm，寬42.5cm，厚19cm。